# Jenny E. Ross
Jenny E. Ross es una fotógrafa de la naturaleza, divulgadora e investigadora estadounidense, con un foco en cuestiones relacionadas con la crisis climática. En 2012 fue la ganadora del World Press Photo.

## Trayectoria
Ross realizó estudios de biología, medioambiente, filosofía de la ciencia, arte, derecho y políticas públicas en la Universidad de Stanford y en la Facultad de Derecho de Harvard.Durante un periodo ejerció como abogada, hasta que finalmente decidió abandonar la carrera jurídica para dedicarse exclusivamente a la escritura y a la fotografía, con un foco en el trabajo editorial y en proyectos relacionados con la divulgación y la educación, siendo especialmente conocida por su trabajo editorial, sus exposiciones educativas y sus presentaciones, en las que combina sus fotografías con información científica, fundamentalmente en lo relacionado con el impacto de la crisis climática. Ha trabajado en multitud de ecosistemas a lo largo del globo terrestre, entre los que cabe destacar el Ártico y el Antártico, o desiertos de Mongolia y América del Norte, la sabana africana, y ecosistemas selváticos en Borneo, China, Nepal, América del Norte y América del Sur.
En su obra, Ross trata de capturar la esencia de los animales salvajes y del paisaje, con el propósito de divulgar investigación científica y sensibilizar sobre cuestiones medioambientales.  Se ha especializado en las ocho especies de osos que existen en el mundo, y en particular de los osos polares, así como sobre las cuestiones de cambio climático en el Océano Ártico,colaborando también con científicos e investigadores de todo tipo de disciplinas.
Junto con la también fotógrafa suiza Alessandra Meniconzi creó el proyecto Life On Thin Ice™,que trata de divulgar información sobre el efecto del cambio climático en el Ártico.
Es Senior Fellow de la International League of Conservation Photographers, miembro de la Society of Environmental Journalists, e investigadora afiliada del Stout Research Center, donde centra su trabajo en el pasado, presente, y futuro del Lago Salton y del Río Colorado. Su investigación se ha concentrado en cuestiones geológicas, paleontológicas y paleoclimáticas.

## Reconocimientos
Jenny E. Ross ha sido reconocida por su destacada labor en la fotografía de naturaleza y medioambiental. En 2007, obtuvo el Philip Hyde Award por su proyecto sobre el Lago Salton. Al año siguiente, en 2008, fue galardonada con el premio a la mejor fotografía de vida salvaje de la revista Nature. En 2009, Ross recibió el Windland Smith Rice International Award a la mejor fotografía de naturaleza por una imagen que capturaba a unas crías de oso polar en un agujero en la nieve.
En 2011, la North American Nature Photography Association le otorgó el Vision Award, reconociendo su capacidad para capturar la belleza de la naturaleza y transmitir un mensaje de conservación. Al año siguiente, su trabajo fue nuevamente galardonado con el prestigioso premio World Press Photo.
Además, Ross ha sido premiada por el Arctic Council en la categoría de biodiversidad por una imagen que muestra a un oso polar escalando de manera precaria un acantilado en la región rusa de Nueva Zembla. Estos reconocimientos resaltan su compromiso con la fotografía como herramienta de sensibilización sobre la naturaleza y la vida salvaje.